# Nebrioporus carinatus
Nebrioporus carinatus är en skalbaggsart som först beskrevs av Aubé 1838.  Nebrioporus carinatus ingår i släktet Nebrioporus och familjen dykare. Inga underarter finns listade i Catalogue of Life.